# Beigang (Yunlin)

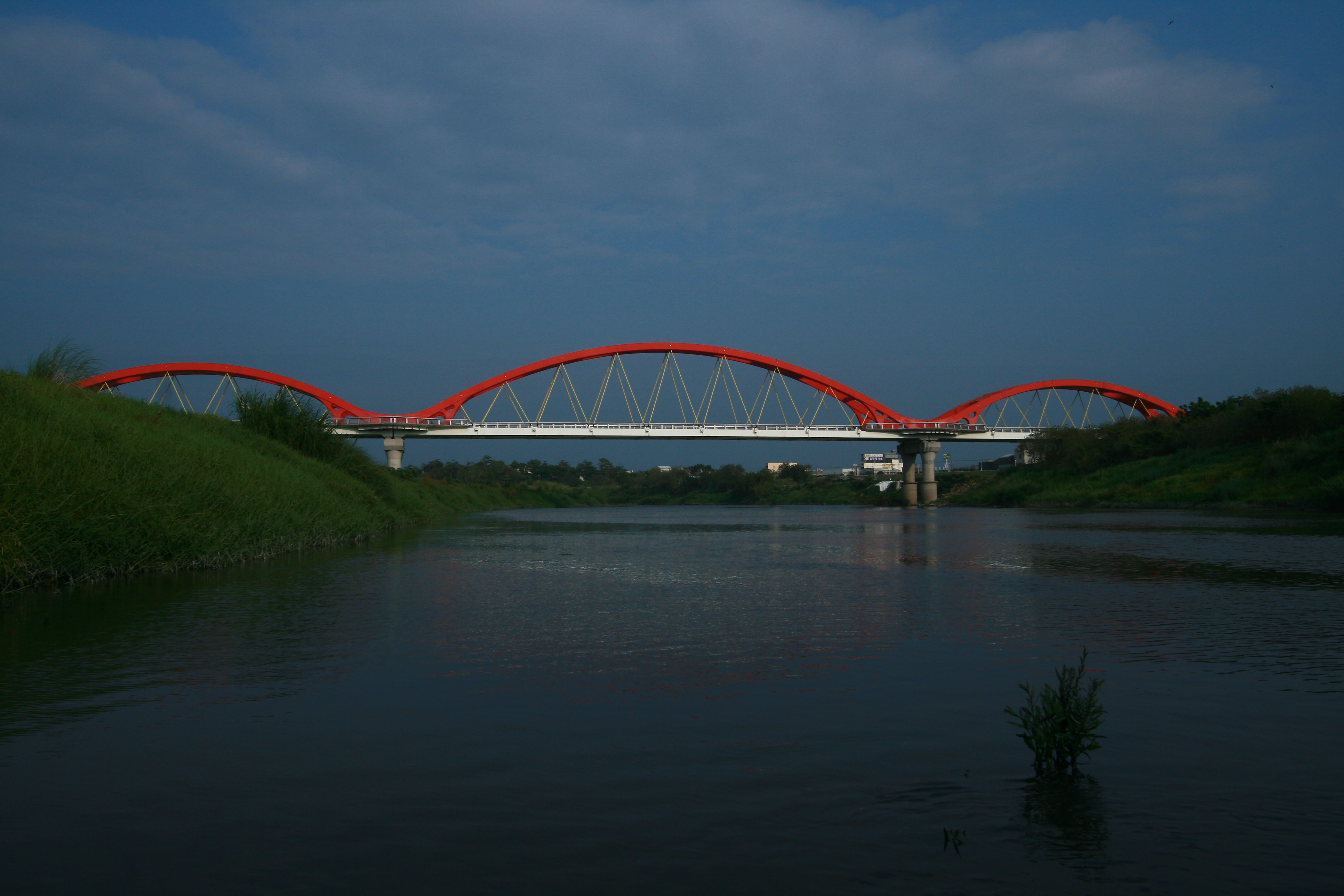
Die Beigang-Touristenbrücke ist 450 Meter lang und 6 Meter breit. Die drei Brückenbögen sollen den Leib eines großen Drachens nachahmen.

Beigang, auch Peikang (chinesisch 北港鎮 / 北港镇, Pinyin Běigǎng Zhèn, W.-G. Pei-kang Chen – „nördlicher Hafen“), ist eine Stadtgemeinde (鎮 / 镇,  Zhèn) im Landkreis Yunlin in Taiwan. Die im Süden des Landkreises am Beigang-Fluss gelegene Gemeinde hat eine Fläche von 41,5 km² und 43.741 Einwohner (März 2009). Beigang war eine der ältesten Hafenstädte Taiwans, heute lässt der niedrige Wasserstand des Flusses keine kommerzielle Schifffahrt mehr zu.

## Sehenswürdigkeiten
- Chaotian Tempel

Der Tempel zu Ehren von Mazu, der daoistischen Göttin des Meeres, zieht jährlich mehr als eine Million Besucher an. Der Tempel wurde 1694 errichtet und ist einer der ältesten und wichtigsten Tempel der Göttin Mazu in Taiwan. Der Tempel wurde zuletzt 2009 renoviert.
- Mazu-Statue auf dem Dach des Kulturhauses
- Touristische Brücke Beigang[4]

## Kulturelle Aktivitäten
- Wallfahrten nach Beigang zur Feier des Geburtstages von Mazu (am 23. Tag im 3. Monat des Mondkalenders)[5]
- Yunlin Good Gods Festival
- Internationales Musikfestival Beigang

## Höhere Bildungseinrichtungen
Die Universität für Chinesische Medizin hat eine Abteilung in Beigang.